# Thank You for Smoking
Thank You for Smoking é um romance do escritor americano Christopher Buckley, publicado pela primeira vez em 1994, que conta a história de Nick Naylor, um lobista da indústria do tabaco durante a década de 1990.

## Sinopse
Nick Naylor é o principal porta-voz da Academia de Estudos do Tabaco (Academy of Tobacco Studies), uma empresa que faz lobbies para a indústria do tabaco e promove os benefícios dos cigarros. Naylor utiliza eventos de mídia de grande destaque e uma retórica intencionalmente provocadora para salientar o que seus clientes vêem como uma cruzada injusta contra os produtos que utilizam tabaco e nicotina.
A sátira política é acentuada pela associação informal de Naylor com lobistas de outras indústrias que também são submetidas a uma vilificação rotineira na mídia, como Polly Bailey, uma lobista da indústria de bebidas alcoólicas, e a Bobby Jay Bliss, que representa a indústria das armas de fogo. Coletivamente, os três formam o que chamam de M.O.D. Squad, uma referência ao título de um célebre drama policial - embora neste caso a sigle signifique "Merchants Of Death" ("Mercadores da Morte").
Um ponto-chave na trama ocorre quando Naylor é sequestrado por um grupo clandestino que tenta assassiná-lo cobrindo-o com adesivos de nicotina. A procura pelos responsáveis pelo crime leva a resultados surpreendentes.
Neste ponto, a trama se assemelha a outros romances satíricos de Buckley, como Little Green Men.

## Adaptação para o cinema
Um filme baseado no romance foi lançado em 2005. Embora os personagens sejam essencialmente os mesmos, a trama tem algumas diferenças significativas. Entre estas diferenças, está a relação de Naylor com seu filho, que recebe um destaque maior, e a conspiração para sequestrá-lo tem menos importância. O final do filme também é diferente do final do livro, tanto nos eventos quanto no tom abordado.